# Tisza József (miniszter)
Tisza József (Szolnok, 1914. február 27. – Budapest, 1980. november 27.) magyar kommunista politikus, 1952–1954 között begyűjtési miniszter.

## Életpályája
Eredetileg famunkás volt. Az illegális KMP-nek 1932-ben lett a tagja lett. Az Alföld kommunista és földmunkás mozgalmában folytatott tevékenységéért több alkalommal letartóztatták, börtönbe került. A második világháború alatt a keleti fronton átszökött a szovjet hadsereghez. 1944-ben Orosházán aktívan részt vett a helyi kommunista pártszervezet és az új államapparátus létrehozásában.
1945 és 1950 között az MKP, majd az MDP Jász-Nagykun-Szolnok vármegyei bizottságának első titkára, 1950-52-ben az MDP Központi Vezetősége mezőgazdasági osztályának helyettes vezetője, 1952-ben pedig rövid ideig az Országos Tervhivatal elnökhelyettese volt. 1952. november 14-től 1954. július 6-ig begyűjtési miniszter volt. 1954-től  a Termelőszövetkezetek Országos Tanácsa titkárságának vezetője volt, 1967-es nyugalomba vonulásáig.